# Datteln-Hamm-Kanal
Der Datteln-Hamm-Kanal (DHK, Gewässerkennzahl: 70301) ist eine Bundeswasserstraße und zweigt in Datteln vom Dortmund-Ems-Kanal ab. Von hier aus verläuft er parallel zur Lippe auf ihrer Südseite in östlicher Richtung durch Waltrop, Lünen, Bergkamen bis nach Hamm. Dort endet er im Kanalhafen Schmehausen am Kraftwerk Westfalen.
Der Kanal wurde zusammen mit dem Wesel-Datteln-Kanal während der Planungs- und Bauphase auch als Lippe-Seitenkanal bezeichnet.

## Geschichte
Der Bau des Kanals wurde bereits 1870 beschlossen. Die erste Ausbaustufe wurde 1914, nur zwei Wochen vor Ausbruch des Ersten Weltkrieges, fertiggestellt. Sie reichte mittels der Schleuse Hamm bis hinter den Stadthafen Hamm. 1926 wurde dann durch die Schleuse Werries der Kanal bis Schmehausen ausgebaut und 1933 in Betrieb genommen, wo er heute in einem großen Hafenbecken am Kraftwerk Westfalen endet. Ursprünglich sollte der Kanal bis Lippstadt weitergebaut werden.

## Technische Daten
Die Kilometrierung des Kanals läuft von Datteln zu Berg. Der Kanal hat eine Gesamtlänge von 47,145 km und weist zum Ausgleich des Höhenunterschieds von 6,75 m die beiden Schleusen Hamm und Werries auf.
Der Kanal wird von 42 Bahn-, Straßen-, Wege- und Fußgängerbrücken sowie 1 Transportbandbrücke überquert und von 30 Dükern und Durchlässen und 38 Rohr- und Kabeldükern unterquert. Für den Havariefall ist der Kanal mit zwei Sicherheitstoren in Waltrop und Bergkamen ausgestattet, die ein Verschließen der davor bzw. dahinter liegenden Kanalabschnitte ermöglichen, damit nicht der gesamte Kanal entleert wird.

## Ausbau

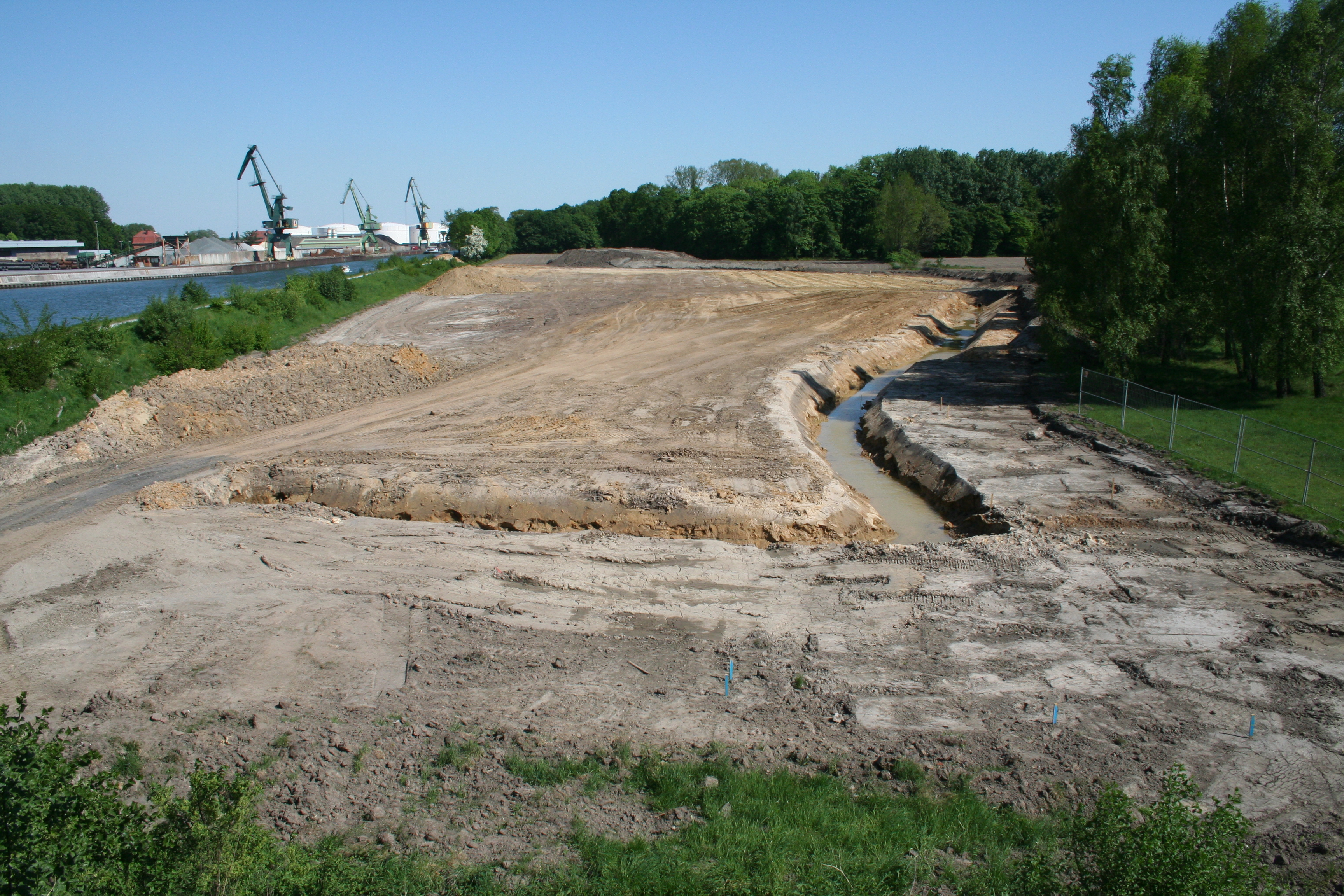
Bauarbeiten zur Erweiterung der Stadthafens Lünen (Mai 2008)

Die Abmessungen der heutigen Binnenschiffe erlauben in einigen Streckenabschnitten des DHKs keinen Begegnungsverkehr. 1997 wurde deshalb der Richtungsverkehr eingeführt, zuerst über eine Länge von ca. 18,6 km, inzwischen nur noch über knapp 3 km. Bis voraussichtlich 2025 soll der westliche Abschnitt der Wasserstraße bis zur Eisenbahnbrücke in Hamm (Hamm-Osthafen, Kilometer 35,87) zur Wasserstraßenklasse Vb ausgebaut werden und den Begegnungsverkehr zulassen. Der östliche Abschnitt verbleibt zunächst in der Klasse IV mit den oben genannten Einschränkungen.
Der ausgebaute Abschnitt wird dann, gemäß dem Regierungsabkommen zwischen Bund und dem Land NRW von 1992, zwischen Datteln und Hamm bis einschließlich Stadthafen Hamm für die Befahrung durch 110 m lange Großmotorgüterschiffe und 185 m lange Schubverbände befahrbar sein. Die Abladetiefe wird 2,80 m betragen; die maximal zulässige Schiffsbreite beträgt dann 11,45 m. Daneben waren und sind Baumaßnahmen zur Beseitigung von bergbaubedingten Senkungen erforderlich.

## Funktion in der Wasserhaltung des westdeutschen Kanalnetzes
Der Kanal dient, neben seinem ursprünglichen Hauptzweck der Schifffahrt, auch der Einspeisung von Lippewasser in das Westdeutsche Kanalnetz. Zu diesem Zweck ist die Lippe in Hamm gestaut. In der Wasserverteilungsanlage zwischen Wehr und Schleuse kann durch Klappenwehre die in den DHK einzuleitende Wassermenge gesteuert werden (bis zu 25 m³/s). Das Lippewasser fließt durch das Speisungsbauwerk oberhalb des Wehres, das 1965 durch ein zweites erweitert wurde, aus der gestauten Lippe in die Kanalhaltung Hamm und neben der Schleuse durch die Freiflut in natürlichem Gefälle den DHK abwärts. Hierdurch werden der Datteln-Hamm-, der Dortmund-Ems-, der Rhein-Herne- und der Wesel-Datteln-Kanal mit Betriebswasser versorgt.
Bei niedriger Lippewasserführung (unter 10 m³/s) wird das Speisungsbauwerk geschlossen. Die Wasserversorgung der westdeutschen Kanäle und die Sicherstellung einer Mindestwasserführung in der Lippe durch das Überleitungsbauwerk vom DHK zur Lippe unterhalb der Schleuse Hamm findet dann allein durch die an den anderen Kanalstufen vorhandenen Pumpwerke statt. Zuständig für den Ausgleich der Wasserführung ist der Wasserverband Westdeutsche Kanäle (WWK).

## Häfen
Der größte Hafen und wichtigster Umschlagplatz ist der Stadthafen Hamm, Deutschlands zweitgrößter öffentlicher Kanalhafen, mit 1,75 Mio. t wasserseitigem Umschlag und 0,65 Mio. t Bahnumschlag im Geschäftsjahr 2008. Der Stadthafen Lünen ist der zweitgrößte Hafen am Datteln-Hamm-Kanal mit 0,9 Mio. t Umschlag. Hinzu kommen eine Reihe von Kraftwerkshäfen (Kraftwerk Lünen-Stummhafen, Kraftwerk Bergkamen, Gersteinwerk und Kraftwerk Westfalen), Zechenhäfen (Preußenhafen, Zeche Haus Aden, Zeche Westfalen und Bergwerk Ost), der Stummhafen Brambauer, Hafen Waltrop und der Ruhrmann Hafen in Uentrop, deren Umschläge geringer ausfallen, sowie einige Marinas.
Die bedeutendsten Umschlaggüter der Häfen am DHK sind Steinkohle, Zement, Sand, Kies, Gas, Öl und Benzin. Die Transportmenge beträgt ungefähr 7 Mio. t pro Jahr, der Stadthafen Hamm schlägt regelmäßig etwa ein Viertel der Gesamtgütermenge um.

## Verwaltung
1978 wurde das Wasser- und Schifffahrtsamt (WSA) Hamm aufgelöst und als Außenstelle (Ast) des Wasser- und Schifffahrtsamtes Rheine weitergeführt. Die Außenstelle liegt an der Adenauerallee, direkt am Kanal. Weiterhin befindet sich der Außenbezirk (ABz) Hamm an der Fährstraße, auch direkt am Kanal.

## Freizeitnutzung
Inzwischen hat die Bedeutung des Sportboottourismus und die Freizeitnutzung des DHK zugenommen. Entlang des Datteln-Hamm-Kanals gibt es – ebenso wie an den übrigen Kanälen im Ruhrgebiet – eine ganze Reihe von Häfen, Haltepunkten und Wanderrastplätzen für Sportbootfahrer, eine der größten unter ihnen ist die Marina Rünthe. Ebenso gibt es zahlreiche Angler, die am Datteln-Hamm-Kanal ihre Freizeit verbringen. Im Sommer nutzen viele den Kanal zum Baden.
Der DHK kann auch beangelt werden. Der Landesfischereiverband Westfalen und Lippe e. V. ist als Pächter für die Bewirtschaftung und Hege der Fischbestände zuständig.
Eine religiöse Rolle spielt die Wasserstraße für die Hindus des nahegelegenen Sri-Kamadchi-Ampal-Tempels in Hamm. Der Kanal wird bei der Wasserzeremonie zum Abschluss des Tempelfestes von den Priestern zur Waschung und Segnung genutzt.

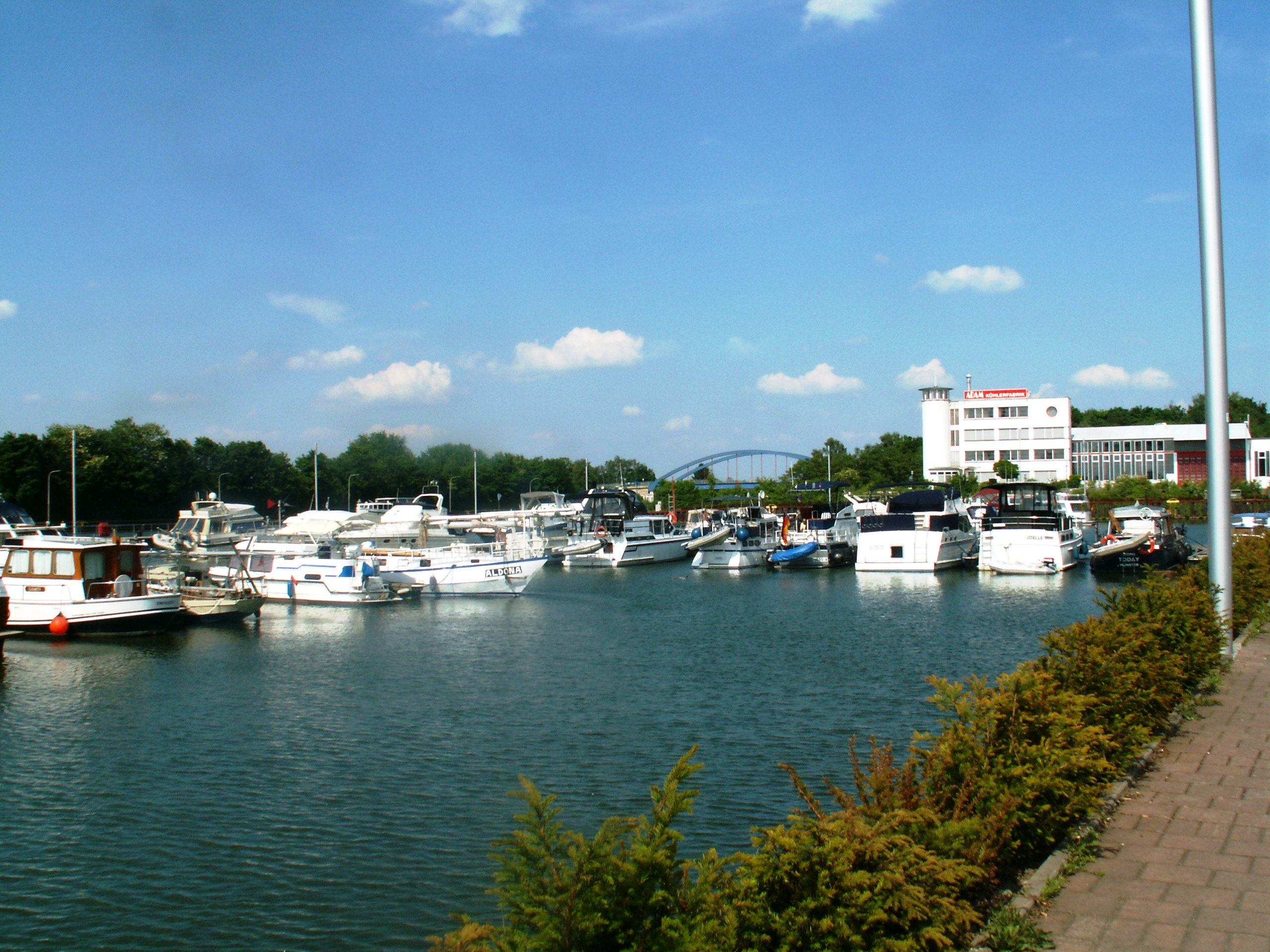
Marina Rünthe bei Bergkamen
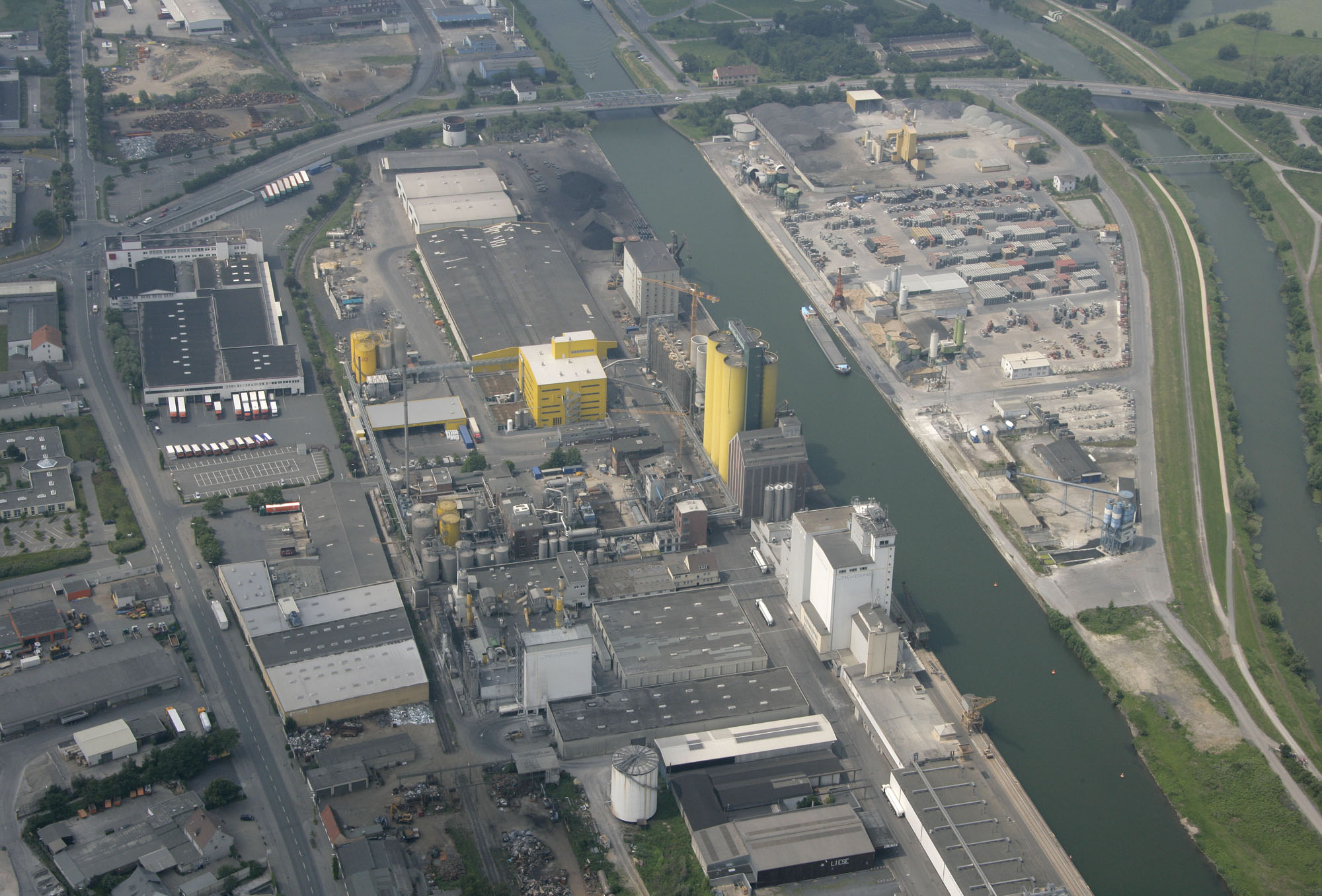
Luftbild vom Stadthafen Hamm
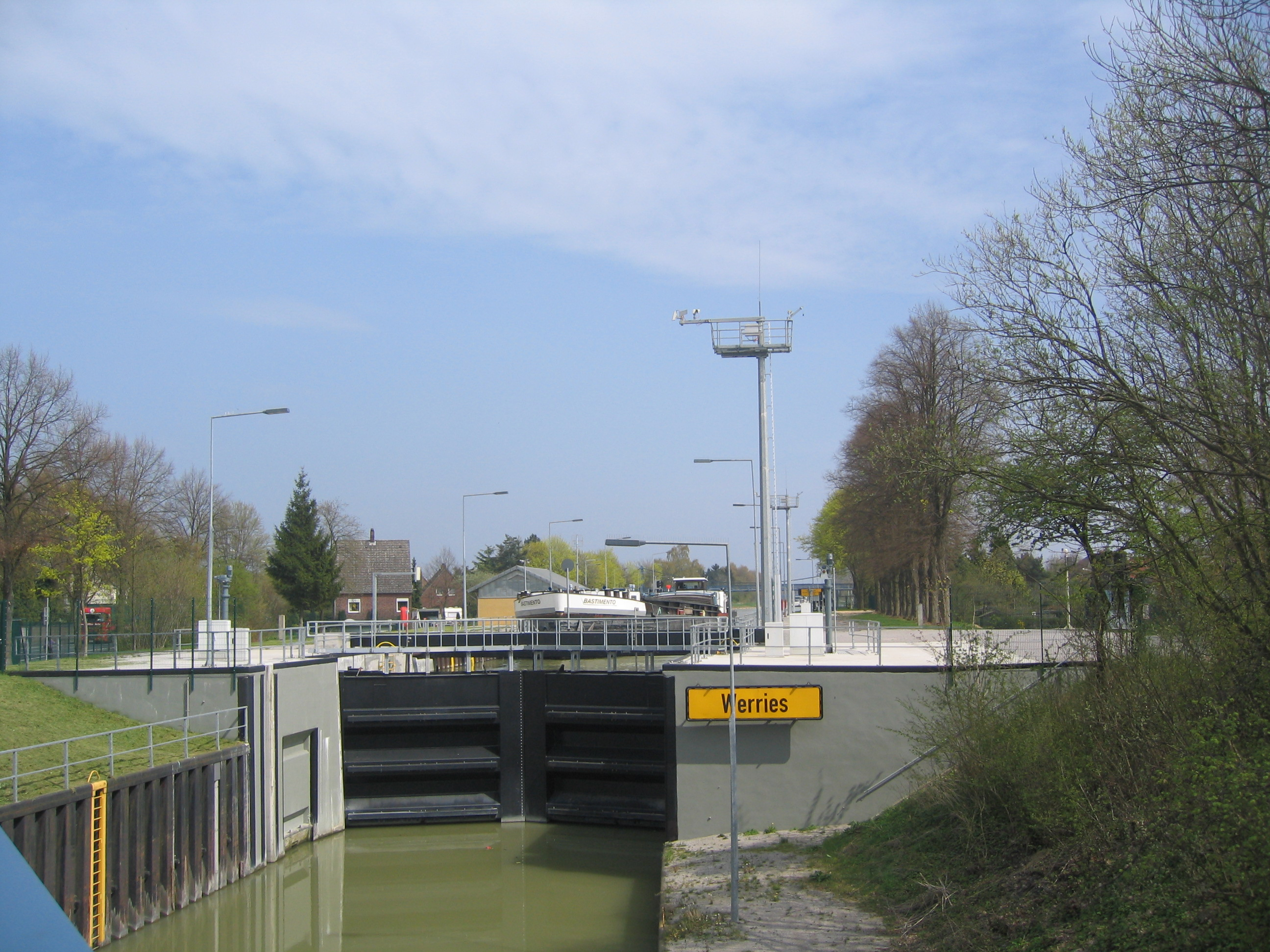
Schleuse Werries in Hamm
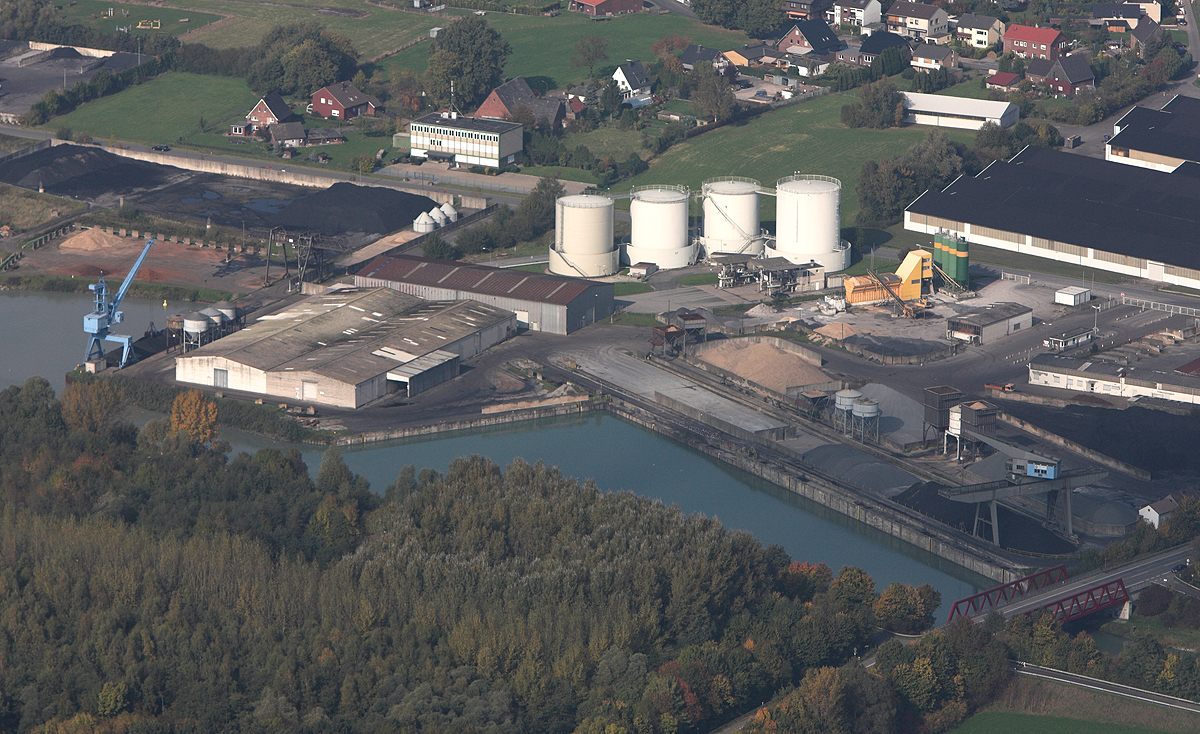
Fast das Ende des Kanals am Hafen Uentrop
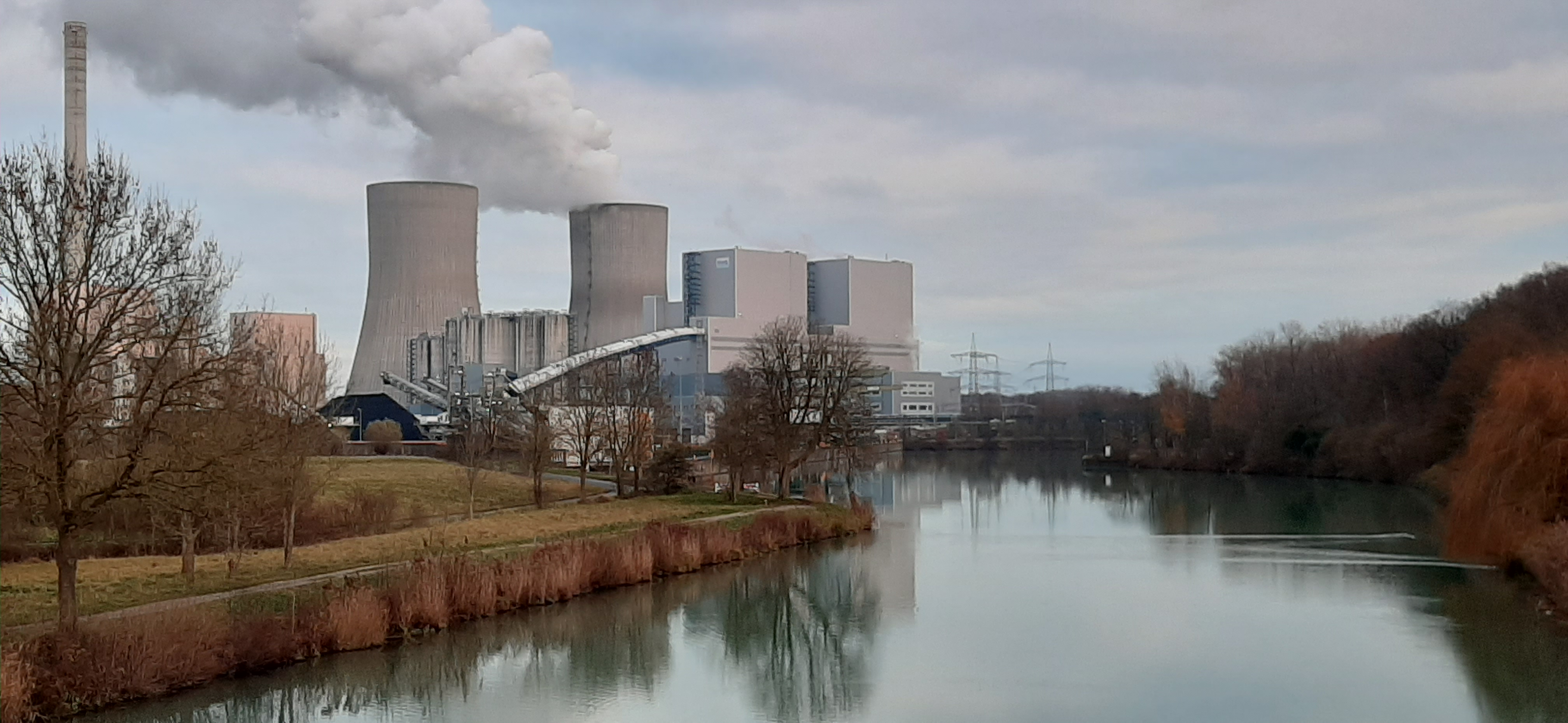
Ende des Kanals am Kraftwerk Westfalen in Hamm-Schmehausen